# All India Muhammadan Educational Conference
All India Muhammadan Educational Conference est le nom donné à une organisation fondée à Aligarh par Syed Ahmad Khan en 1886. Elle se donne pour objectif de coordonner les efforts visant à promouvoir une éducation moderne des masses musulmanes du Raj britannique. Elle est ainsi considérée comme un précurseur de la Ligue musulmane fondée en 1906 et a donc contribué au Mouvement pour le Pakistan, qui aboutira à l'indépendance du pays en 1947.